# Prasinohaema parkeri
Prasinohaema parkeri är en ödleart som beskrevs av  Smith 1937. Prasinohaema parkeri ingår i släktet Prasinohaema och familjen skinkar. Inga underarter finns listade i Catalogue of Life.